# Koštanjica
Koštanjica este un sat din comuna Bar, Muntenegru. Conform datelor de la recensământul din 2003, localitatea are 216 locuitori (la recensământul din 1991 erau 510 locuitori).

## Demografie
În satul Koštanjica locuiesc 181 de persoane adulte, iar vârsta medie a populației este de 45,0 de ani (43,2 la bărbați și 46,5 la femei). În localitate sunt 66 de gospodării, iar numărul mediu de membri în gospodărie este de 3,27.
|  |

| Demografie | Demografie | Demografie |
| An         | Locuitori  | Locuitori  |
| ---------- | ---------- | ---------- |
|            |            |            |
|            |            |            |
|            |            |            |
|            |            |            |
| 1948       | 402        |            |
| 1953       | 517        |            |
| 1961       | 551        |            |
| 1971       | 564        |            |
| 1981       | 609        |            |
| 1991       | 510        | 398        |
| 2003       | 317        | 216        |

| \| Componența etnică conform recensământului din 2003[2] \| Componența etnică conform recensământului din 2003[2] \| Componența etnică conform recensământului din 2003[2] \| Componența etnică conform recensământului din 2003[2] \| Componența etnică conform recensământului din 2003[2] \| \| ----------------------------------------------------- \| ----------------------------------------------------- \| ----------------------------------------------------- \| ----------------------------------------------------- \| ----------------------------------------------------- \| \| \| \| \| \| \| \| Albanezi \| Albanezi \| \| 216 \| 100% \| \| necunoscută \| necunoscută \| \| 0 \| 0% \| |             |  |     |      |
| Componența etnică conform recensământului din 2003 |             |  |     |      |
| |             |  |     |      |
| Albanezi | Albanezi    |  | 216 | 100% |
| necunoscută | necunoscută |  | 0   | 0%   |